# Ревва Олександр Володимирович
Олександр Володимирович Ревва (нар. 10 вересня 1974 року, Донецьк, УРСР, СРСР), також відомий як Артур Пірожков, — російський актор кіно, озвучування та дубляжу, продюсер, комік, шоумен, телеведучий, співак. Колишній учасник команди КВН «Стомлені сонцем», а також гумористичного шоу «Comedy Club» на телеканалі «ТНТ».
З травня 2025 року — громадянин Росії.

## Біографія
Народився 10 вересня 1974 року в Донецьку. За власним твердженням, озвученим у програмі «Поки всі вдома», прізвище Ревва — штучне. Його предки, які проживали в Естонії та мали прізвище Еррва, мігрували в Україну, де змінили прізвище на Ревва.
У шкільні роки брав участь у гуртку самодіяльності.
Закінчив Донецький технікум промислової автоматики, потім — факультет менеджменту Донецького державного університету управління.
Працював на шахті електрослюсарем.
З 1995 року був учасником команди КВК ДонДАУ з Донецька, з 2000 року — учасником команди КВК «Втомлені сонцем» із Сочі.
З 2006 по 2013 рік був учасником московського «Comedy Club», у 2015 році повернувся до програми. У «Comedy Club» виступає з Тимуром Батрутдіновим, Гаріком Мартиросяном, Павлом Волею та Гаріком «Бульдогом» Харламовим, а також з одиночними мініатюрами.
З 2006 по 2007 рік був учасником української версії гумористичного шоу «Comedy Club Ukraine» (Інтер, К1, 1+1).
У 2007 році був ведучим музично-розважальної програми «З днем народження!» на НТВ.
Разом з Андрієм Рожковим вів програму НТВ «Ти смішний!» під псевдонімом Артур Пиріжков.
25 грудня 2010 року відбулося відкриття спільного проекту ресторатора Дмитра Орлінського та Олександра Ревви — «Spaghetteria», що розташувався у двоповерховому особняку поблизу Тверської вулиці.
З 31 серпня по 5 жовтня 2012 року був ведучим українського гумористичного шоу «Добрий вечір» на телеканалі «1+1».

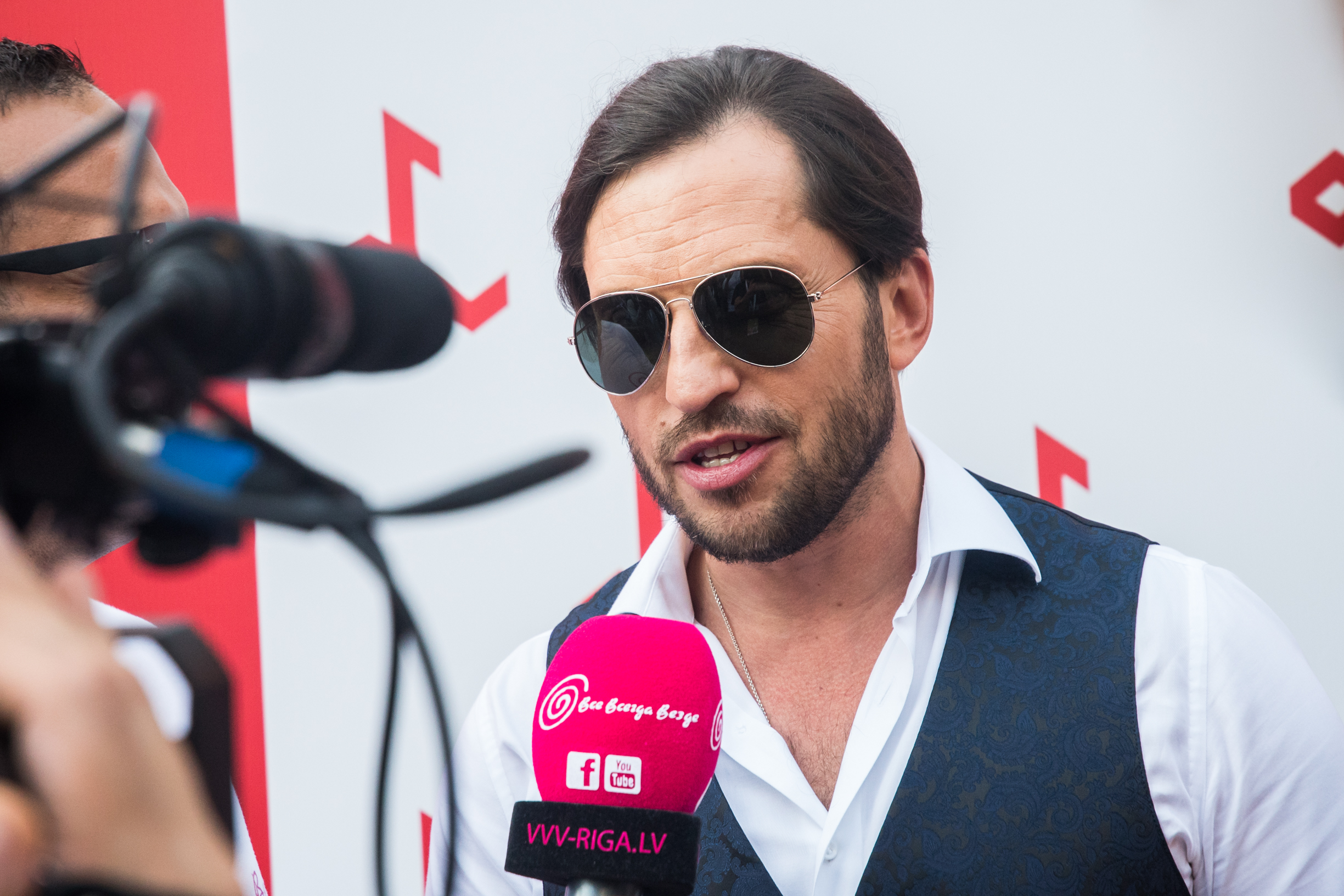
Олександр Ревва на Laima Rendezvous Jurmala 2017

З 3 березня по 26 травня 2013 року був одним із членів журі програми Першого каналу «Один в один!». З 3 листопада 2013 року по 26 січня 2014 року, також на Першому каналі, вів шоу «Повтори!».
З 2014 року був продюсером анімаційного серіалу «Колобанга» з міста Орська. Прем'єра відбулася 19 жовтня 2015 року на СТС.
У грудні 2017 року став ведучим «зіркового» випуску тревел-шоу «Орел і решка».
З травня 2018 року знімався в рекламних роликах бренду «Білайн».
У лютому 2021 року був п'ятим членом журі у другому сезоні музично-розважального шоу «Маска» на НТВ. Пізніше, у 2025 році він брав участь у шостому сезоні шоу, виступаючи в образі Курчати і у випуску від 9 березня 2025 року, був розкритий, хоча ніхто з журі не вгадав його.

## Громадянська позиція
Після початку війни на Сході України в 2014 році відмовився відвідувати окупований Донецьк, його мати заявляла, що він «поза політикою». Після початку повномасштабного вторгнення в Україну 24 лютого 2022 року опублікував фото із закликом зупинити війну. Через свою позицію Олександр посварився з батьком, який підтримував вторгнення. У травні 2025 року стало відомо, що співак отримав російське громадянство.

## Фільмографія

### Актор дубляжу
- 2009 — Монстри проти чужих —  Лікар Таракан
- 2008 — Про Федота-стрільця, удалого молодця — Баба Яга
- 2008 — Пригоди Оленки та Яреми — Воєвода, Кінь, Їжак
- 2008 — Хортон — Влад
- 2013 — Дублер — Ігор Успенський / Михайло Стасов / Севастьян Васильків

## Кліпи
- 2010 — «Пэрэдайз» (також відомий під назвою «Артур Пирожков»)
- 2010 — «Революция» (разом з Quest Pistols)
- 2011 — «Плачь, детка»
- 2013 — «Я — звезда»
- 2015 — «Любовь»
- 2016 — «Я буду помнить»
- 2017 — «Как Челентано»
- 2017 — «Либо любовь»
- 2018 — «Я Не Андрей»
- 2018 — «Чика»
- 2018 — «Запутался»
- 2019 — «Моя богиня» (разом з Mc.Doni)
- 2019 — «Зацепила»
- 2019 — «Алкоголичка»
- 2019 — «Она решила сдаться»
- 2020 — «Летим со мной»
- 2020 — «Перетанцуй меня»
- 2021 — «Тудым–сюдым»
- 2021 — «Деньги»